# Письменний Ігор Федорович
Ігор Федорович Письменний (нар. 22 лютого 1966 року, Верхній Уфалей, Челябінська область, РРФСР, СРСР) — радянський і російський актор театру і кіно, сценарист, режисер, телеведучий.

## Біографія
Ігор Письменний народився 22 лютого 1966 року на Уралі, в місті Верхній Уфалей. Через ослаблене здоров'я Письменного лікарі порадили родині переїхати в місця з теплішим кліматом. Сім'я повернулася в рідні місця — до Волгодонська (Ростовська область). Письменний навчався в школі № 11 з 4-го по 10-й клас. Після закінчення школи вступив до Волгодонської філії Новочеркаського політехнічного інституту. Провчився там лише один рік, потім його призвали до армії. Повернувшись зі служби, пішов працювати дефектоскопістом на завод «Атоммаш».
У шостому класі був запрошений грати в місцеву театральну студію Миколи Задорожного. Провів там недовго через стан здоров'я. У 1985 році знову вирішив стати актором.
— На Атоммаші я заробив багато відгулів, і нарешті вирішив ними скористатися, — каже Ігор Письменний. — Одного чудового дня я сів у літак і полетів до Москви вступати до ВДІКу. В інституті мені зустрілися «круті хлопці», що гнули пальці, сини відомих акторів. Один з них спитав мене: «А ти тут ще звідки?». Я відповів: «З Волгодонська». Він зі зневагою сказав: «Фу, з периферії… Тобі тут нічого робити». Я не стримався, взяв його за груди зі словами: «Ти не правий», розвернувся і обурений пішов додому.
Повернувшись до Волгодонська, Письменний зустрів друзів зі студії Задорожного. Вони збиралися їхати до Ростов-на-Дону, вступати до Ростовського училища мистецтв і запропонували поїхати разом з ними. Всього їхало 30 осіб, але вступні іспити склали лише троє, в тому числі й Письменний. Півтора року він провчився у режисера Анатолія Черних, потім викладач поїхав до Ленінграда, і групу взяв Ігор Ліванов. Невдовзі Ігор Письменний почув про додатковий набір до Ленінградського інституту театру, музики і кінематографії. У 1987 році, успішно склавши іспити, він вступив на другий курс. Але після того як він, не порадившись з деканатом, у 1990 році зіграв роль у своєму першому фільмі «Рок-н-рол для принцес», актора змусили забрати документи і піти з інституту.
Почалися зйомки в кіно. Але Одеська кіностудія, на якій працював Ігор Письменний, опинилася за кордоном, а кіноіндустрія в Росії була в занепаді. Письменний пішов працювати до московського театру «Ермітаж», де прослужив 15 років, але паралельно періодично знімався в рекламі та кіно.
У 1994 році отримав диплом, закінчивши Академію театрального мистецтва (ГІТІС) і невдовзі одружився.
У 2005 році, після звільнення з театру, Письменний почав активно зніматися в кіно: в серіалах «Інститут шляхетних дівчат», «Громадянин начальник», «Чорна богиня», «Сестри по крові», «Гонка за щастям», «Маршрут милосердя», «Одна за всіх».

### Особисте життя
Одружений з Наталією Письменною. Мають доньку Поліну.

## Фільмографія[1]
Акторські роботи:
- 1990 — Рок-н-рол для принцес — принц-асистент
- 1990 — Ай лав ю, Петрович — Льоха
- 1991 — Охоронець — приятель сина політичного діяча
- 1991 — Господня риба — актор
- 1992 — Гріх
- 1993 — Гріх. Історія пристрасті
- 1998 — День повного місяця — Руслан Олександрович
- 1999 — Що сказав покійник — Фернандо
- 1999 — Самітник — журналіст
- 2000 — Старі шкапи — агент з продажу нерухомості
- 2000 — ДМБ-002 — Рудий німець
- 2001 — Господар імперії — Лео
- 2001 — Зупинка на вимогу—2 — Стас
- 2001 — Курортний роман — Олексій, новий росіянин (серія «Школа виживання»)
- 2001 — ДМБ: знову в бою
- 2002—2004 — Комедійний коктейль — Аполлон Щукін
- 2002 — Театральний роман — критик в окулярах
- 2002 — Притяжіння — Крамар Баришников
- 2002 — Пригоди мага — режисер (серія «Реінкарнація»)
- 2002 — Бригада (13, 14 серії) — іміджмейкер Бєлова
- 2002 — Азазель — портьє
- 2003 — Шик
- 2003 — Три богатирі
- 2003 — На розі, біля Патріарших-3
- 2003 — Інструктор — Матушкін (серія «Помста Асмодея»)
- 2003 — Задумав я втечу — Волобуєв фон Герке
- 2003 — Бажана — адвокат
- 2003 — Дружна сімейка (18 серія «Візит начальника») — режисер Пал Палич
- 2003 — Баязет — ревізор
- 2004 — Хлопці зі сталі
- 2004 — Нічна Варта — пасажир літака
- 2004 — Великі авантюристи Росії документальний)
- 2005—2006 — Сестри по крові (Україна, Росія) — Борюсик
- 2005—2006 — Плюс нескінченність — Недєлін
- 2005 — Чорна богиня — Влад
- 2005 — Примножувач печалі — Пермітін
- 2005 — Не в грошах щастя — Борис
- 2005 — Хлопчак, або Великий секс у маленькому місті — оперний тенор
- 2005 — Любов моя — продюсер
- 2005 — Зірка епохи — Покрасс
- 2006—2007 — Гонка за щастям — Сеня
- 2006 — Квіти для снігової королеви
- 2006 — Дивне Різдво — Мойсей
- 2006 — Герой нашого часу — Степовий
- 2006 — Один у новорічну ніч — другий злодій і другий міліціонер
- 2006 — Класні ігри — Семиряга
- 2006 — Андерсен. Життя без кохання — Сиббоні
- 2007—2008 — Атлантида
- 2007 — Чужі таємниці (Україна) — Пікайзен
- 2007 — Сищик Путілін — Зайцев
- 2007 — Світло з того світу (Україна) — тато Світлани
- 2007 — Громадянин начальник-3 — Розенберг
- 2007 — Білка в колесі — Гоша
- 2008 — Шут і Венера — Гоша Кузін
- 2008 — Хороші хлопці (Україна) — адвокат
- 2008 — Новорічна засідка — Павло Зеленін
- 2008 — Нова Земля — Олафсон
- 2008 — Не родись вродливою… — Віталій Вікторович
- 2008 — Лабіринти кохання — Віктор Миколайович Парамонов
- 2008 — Божевільний листопад (Росія, Україна) — ведучий
- 2008 — 2-Асса-2 — інвестор
- 2008 — Помилка (3-я серія)
- 2009—2010 — Маргоша — стоматолог Юрій
- 2009 — Відблиски — власник казино
- 2009 — Скажи мені, хто твій друг (13 серія)
- 2009 — Круїз — Федір Капустін
- 2009 — Кримінальне відео — 2 — Трахтенгерц
- 2009 — Чорна людина (фільм 1)
- 2009 — Глухар. Приходь, Новий рік! — Дід Мороз—Артем
- 2009 — Генеральська внучка — Олег Сергійович Бєляєв
- 2009 — Вищий пілотаж — пасічник
- 2009—2011 — Одна за всіх — Сьома
- 2010—2011 — Інститут шляхетних дівчат — отець Феоктист, батюшка
- 2010 — Тридцять сьомий роман — Йожиков, редактор
- 2010 — Маршрут милосердя — Ігор Кругликов
- 2010 — Гаражі — Володимир Степанович Музильов
- 2010 — Коханці мимоволі (7-а серія)
- 2011 — Товариші поліцейські (8-а серія «360 хвилин») — Микола Едуардович Звонарьов, архітектор
- 2011 — Кумськi байки (Україна) — Ігор Орлов, креативний продюсер на ТБ
- 2011 — Хто кому хто (Україна) — Семен Якович
- 2012 — Інспектор Купер — Яків Соломонович, головний лікар
- 2012 — Хто, якщо не я? — режисер порнофільму
- 2012 — Новорічний переполох — режисер
- 2013 — Іван Сила — Пандорський
- 2013 — Дзеркала — чиновник паризької префектури
- 2013 — Право на кохання — охоронець
- 2013 — Троє в Комі — Ілля Рафаїлович, журналіст
- 2014 — Кураж — метрдотель
- 2015 — Школа виживання від самотньої жінки з трьома дітьми в умовах кризи — директор
- 2016 — Мавр зробив свою справу — Антон Костолевський, племінник Лева
- 2017 — Переможці — Бозін, театральний реквізитор
- 2018 — Одного разу в Америці, або Чисто російська казка — Мойсеїч
- 2019 — Безсоновъ — кінорежисер
- 2022 — Чук і Гек. Велика пригода — сусід
- 2023 — Раневська — Восьмибратов

Озвучування:
- 1973 — Вихід Дракона | Enter the Dragon (Гонконг, США)
- 1981 — Шалений Макс 2: Воїн дороги | Mad Max 2 (Австралія)
- 1994 — Меверік (США)
- 1996 — Космічний джем (США)
- 2007 — Дурна зірка (Україна)
- 2007 — Пила IV (США)

Озвучування мультфільмів:
- 1996 — Королі і капуста — Коррієро
- 1997 — Анастасія (США) — Барток
- 2007 — Рататуй (США) — Еміль
- 2012 — Пірати! Банда невдах (Велика Британія—США) — Пірат з подагрою

Режисер та сценарист:
- 2007 — 13 кілометр (Україна, короткометражний)
- 2011 — Кумськi байки (Україна)
- 2013 — Іван Сила (спільно з Віктором Андрієнком)

Телебачення:
- 1992—1994 — Дело (1-й канал Останкіно)
- 2002—2003 — Безкоштовний сир (ТВС) — спеціальний кореспондент П'єр Безухер
- 2012—2014 — Підводний рахунок (Карусель) — граф Батискаф[2]
- З 2024 — Анекдот-клуб "Нехмурі Люди" (ТВ Центр) — постійний учасник.

## Нагороди і премії
- Премія Кабінету Міністрів України имени Лесі Українки (16 травня 2014 року) — за повнометражний дитячий фільм «Іван Сила»[3].